# Viktors Hatuļevs
Viktors Hatuļevs (ur. 17 lutego 1955 w Rydze, zm. 7 października 1994 tamże) – radziecki hokeista, łotewskiego pochodzenia, występujący na pozycji obrońcy oraz lewoskrzydłowego. Podczas całej swojej kariery hokejowej związany z klubem Dynamo Ryga. W 1975 roku został wybrany pierwszym zawodnikiem radzieckim, który został wybrany w drafcie ligi National Hockey League (NHL). Jednak nigdy w niej nie zagrał ponieważ zawodnicy Związku Radzieckiego nie mogli grać dla drużyn zagranicznych.

## Kariera hokejowa
Hatuļevs grał w drużynie Dynamo Ryga w latach 70. XX wieku. W Łotwie, wówczas części Związku Radzieckiego, hokej na lodzie był najpopularniejszym sportem. Drużyna Dinamo Ryga, pod wodzą Wiktora Tichonowa, awansowała do najwyższej klasy rozgrywkowej w ZSRR i konkurowała z najlepszymi drużynami, zajmując miejsca w czołowej ósemce.
Hatuļevs uczestniczył w dwóch pierwszych edycjach nieoficjalnych mistrzostw świata juniorów w hokeju na lodzie, który odbyły się w Leningradzie, w 1974 roku oraz w 1975 roku w Kanadzie i Stanach Zjednoczonych. Był najskuteczniejszym zawodnikiem turnieju roku 1974, zaś w 1975 roku został wybrany najlepszym napastnikiem oraz zgłoszony został do drużyny gwiazd turnieju. W obydwu turniejach, wraz z reprezentacją ZSRR, zdobył złote medale.
W wieku 20 lat Hatuļevs został pierwszym hokeistą urodzonym w Związku Radzieckim, który został wybrany w drafcie NHL. Na wybór Łotysza zdecydowała się drużyna Philadelphia Flyers w jedenastej rundzie, jako 160 zawodnik draftu roku 1975. W tym samym roku został również draftowany do konkurencyjnej ligi NHL – World Hockey Association (WHA) przez drużynę Cleveland Crusaders jako 116 zawodnik draftu. Po tych zdarzeniach zawodnik został zawieszony w prawach zawodnika przez ojczystą federację. Później zawieszenie zostało anulowane, jednakże zawodnik nie mógł wyjechać z kraju. Plotki głoszą, iż władze radzieckiego hokeja zawiesiły Hatuļevsa, aby zawodnicy radzieccy nie myśleli o grze dla drużyn zza żelaznej kurtyny. W 1977 i 1978 roku zagrał w sześciu meczach seniorskiej reprezentacji ZSRR w turnieju o Puchar Izwiestiji. W 1979 roku uczestniczył w pokazowych meczach z drużynami NHL, czyli w Super Series, podczas których zagrał w czterech meczach zdobywając dwie bramki. Odmówił gry w CSKA Moskwa, chcąc pozostać na rodzinnej Łotwie. Należy wspomnieć, że w czasach sowieckich większość najlepszych graczy zostało przeniesionych do CSKA. Odmawiając przeniesienia, można się było spodziewać kary.
W 1981 Hatuļevs został dożywotnio zdyskwalifikowany za uderzenie sędziego podczas walki z Władimirem Wikułowem.

## Banicja i śmierć
Po dyskwalifikacji przez Radziecką Federację Hokeja w 1981 roku, Hatuļevs został kierowcą taksówki. Później pracował w magazynie oraz jako ogrodnik na cmentarzu. Zmagał się z alkoholizmem. Przez pewien czas odsiadywał karę więzienia za handel narkotykami.
7 października 1994 roku został znaleziony martwy na ulicy w Rydze. Okoliczności jego śmierci wciąż są niewyjaśnione.

## Nagrody
- Mistrzostwa świata juniorów w hokeju na lodzie – Złoto (1974) Nieoficjalny turniej
- Mistrzostwa świata juniorów w hokeju na lodzie – najskuteczniejszy zawodnik (1974)
- Mistrzostwa świata juniorów w hokeju na lodzie – Złoto (1975) Nieoficjalny turniej
- Mistrzostwa świata juniorów w hokeju na lodzie – najlepszy napastnik (1975)
- Mistrzostwa świata juniorów w hokeju na lodzie – skład gwiazd (1975)

## Statystyki

### Klubowe
| 1973-74              | Dynamo Ryga          | Wysszaja Liga        | 18  | 7  |    |    |    |  |  |  |  |  |
| 1974-75              | Dynamo Ryga          | Wysszaja Liga        | 16  | 2  |    |    |    |  |  |  |  |  |
| 1975-76              | Dynamo Ryga          | Wysszaja Liga        | 27  | 6  | 5  | 11 |    |  |  |  |  |  |
| 1976-77              | Dynamo Ryga          | Wysszaja Liga        | 32  | 4  | 4  | 8  |    |  |  |  |  |  |
| 1977-78              | Dynamo Ryga          | Wysszaja Liga        | 29  | 7  | 12 | 19 |    |  |  |  |  |  |
| 1978-79              | Dynamo Ryga          | Wysszaja Liga        | 34  | 8  | 12 | 20 | 48 |  |  |  |  |  |
| 1979                 | Krylja Sowietow      | Super Series         | 4   | 2  | 0  | 2  |    |  |  |  |  |  |
| 1979-80              | Dynamo Ryga          | Wysszaja Liga        | 19  | 3  | 6  | 9  | 12 |  |  |  |  |  |
| 1980-81              | Dynamo Ryga          | Wysszaja Liga        | 24  | 4  | 3  | 7  | 24 |  |  |  |  |  |
| Wysszaja Liga ogółem | Wysszaja Liga ogółem | Wysszaja Liga ogółem | 199 | 33 |    |    |    |  |  |  |  |  |

M – mecze, G – gole, A – asysty, Pkt – Punktacja kanadyjska, MIN – minuty spędzone na ławce kar

### Międzynarodowe
| Rok              | Drużyna          | Rozgrywki         | M  | G | A | Pkt | MIN |  |
| ---------------- | ---------------- | ----------------- | -- | - | - | --- | --- |  |
| 1974             | ZSRR             | MŚJ               | 5  | 3 | 6 | 9   | 2   |  |
| 1975             | ZSRR             | MŚJ               | 5  | 4 | 1 | 5   |     |  |
| 1977             | ZSRR             | Puchar Izwiestiji | 2  | 0 | 0 | 0   |     |  |
| 1978             | ZSRR             | Puchar Izwiestiji | 4  | 0 | 0 | 0   |     |  |
| Mecze juniorskie | Mecze juniorskie | Mecze juniorskie  | 10 | 7 | 7 | 14  |     |  |
| Mecze seniorskie | Mecze seniorskie | Mecze seniorskie  | 6  | 0 | 0 | 0   |     |  |